# Liste von Söhnen und Töchtern der Stadt Campinas
Die Liste von Söhnen und Töchtern der Stadt Campinas zählt Personen auf, die in der brasilianischen Großstadt Campinas des Bundesstaates São Paulo geboren wurden und in der deutschsprachigen Wikipedia mit einem Artikel vertreten sind. Die Liste erhebt keinen Anspruch auf Vollständigkeit.

## 19. Jahrhundert

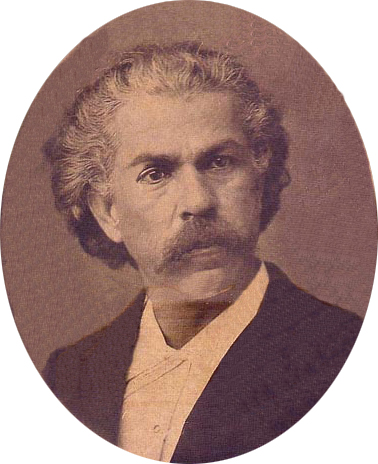
Antônio Carlos Gomes
(1836–1896)

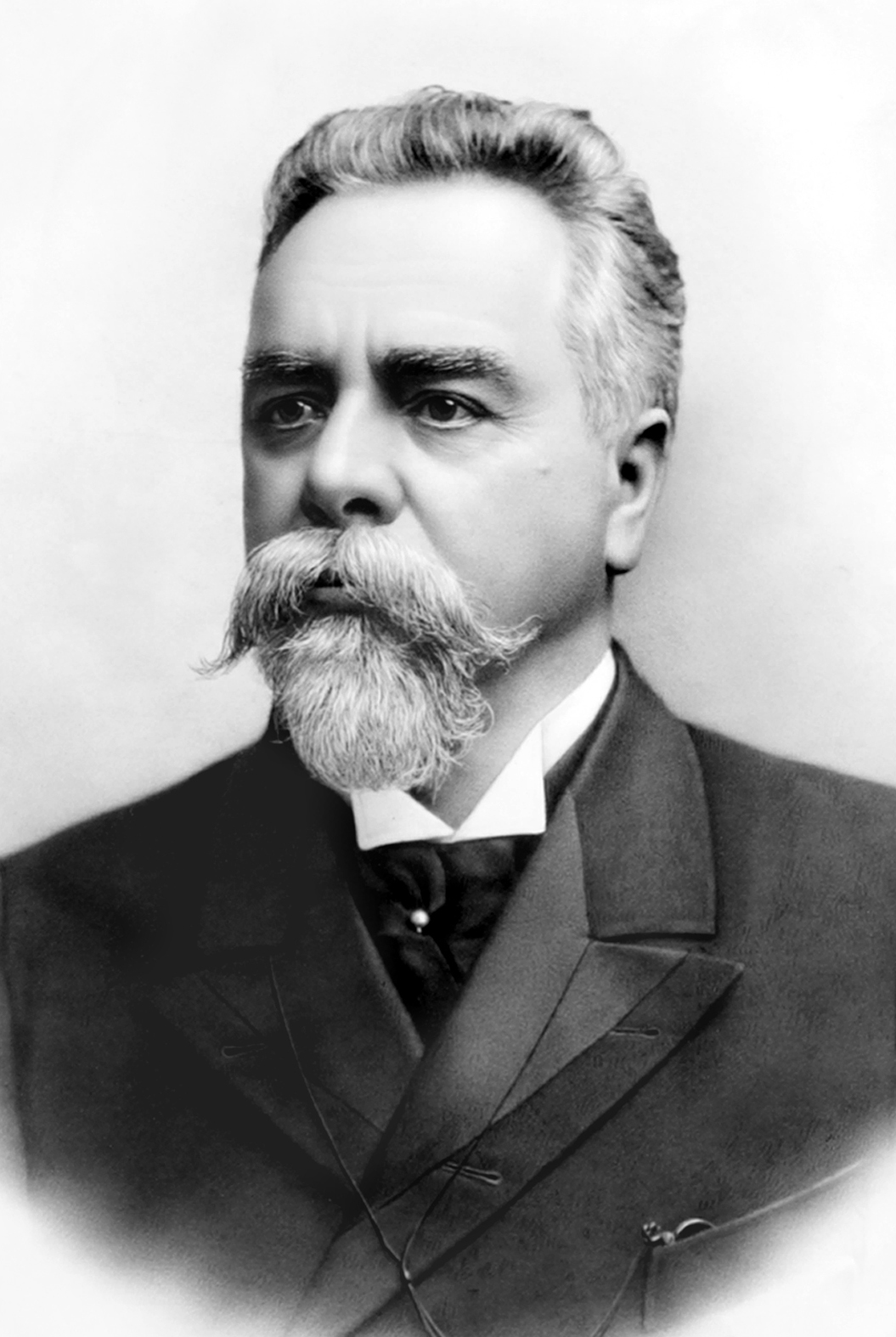
Campos Sales
(1841–1913)

- Hercule Florence (1804–1879), Maler, Zeitungsdrucker und Fotopionier
- Joaquim Bonifácio do Amaral (1815–1884), Kaffeeproduzent und Politiker
- Antônio Carlos Gomes (1836–1896), Komponist
- Campos Sales (1841–1913), Jurist und Präsident von Brasilien
- Henrique Schaumann (1856–1922), deutsch-brasilianischer Apotheker
- Olavo Egídio de Sousa Aranha (1862–1928), Bankier und Politiker
- Júlio César de Mesquita (1862–1927), Journalist und Publizist
- João Batista Corrêa Néri (1863–1920), katholischer Geistlicher, Bischof von Campinas
- Joaquim Mamede da Silva Leite (1876–1947), römisch-katholischer Geistlicher, Weihbischof in Campinas
- Francisco de Campos Barreto (1877–1941), katholischer Geistlicher, Bischof von Campinas
- Octávio Augusto Chagas de Miranda (1881–1959), römisch-katholischer Geistlicher, Bischof von Pouso Alegre
- Guilherme de Almeida (1890–1969), Rechtsanwalt, Journalist, Dichter und Übersetzer
- Francisco do Borja Pereira do Amaral (1898–1989), römisch-katholischer Geistlicher, Bischof von Taubaté
- Ruy Serra (1900–1986), römisch-katholischer Geistlicher, Bischof von São Carlos

## 20. Jahrhundert

### 1901–1980

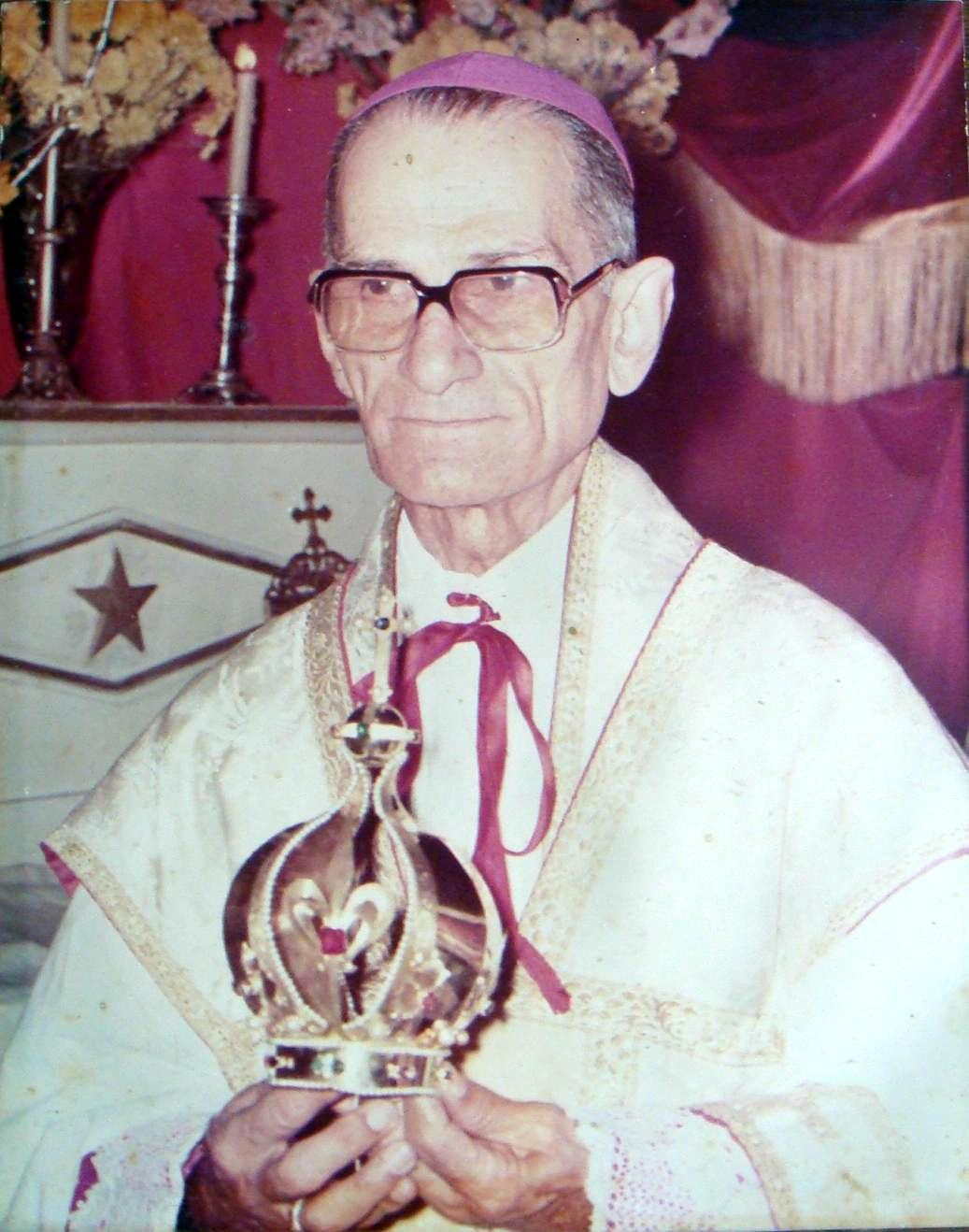
Antônio de Castro Mayer
(1904–1991)

- Antônio de Castro Mayer (1904–1991), römisch-katholischer Bischof, Bistum Campos
- Aniger de Francisco de Maria Melillo (1911–1985), römisch-katholischer Geistlicher, Bischof von Piracicaba
- Bernardo Segall (1911–1993), US-amerikanischer Pianist und Filmkomponist
- Agnelo Rossi (1913–1995), römisch-katholischer Geistlicher, Kurienkardinal
- Marcel Damy de Souza Santos (1914–2009), experimenteller Kernphysiker
- Walter Forster (1917–1996), Schauspieler, Hörfunk- und Fernsehmoderator
- Crodowaldo Pavan (1919–2009), Biologe und Genetiker
- Paulo Moacyr Barbosa Nascimento (1921–2000), Fußballspieler
- Ercílio Turco (1938–2019), römisch-katholischer Geistlicher, Bischof von Osasco
- Mariza Corrêa (1945–2016), Anthropologin und Feministin
- Olavo de Carvalho (1947–2022), Autor, Journalist und Philosoph
- Nelsinho Baptista (* 1950), Fußballspieler und -trainer
- João Justino Amaral dos Santos (1954–2024), Fußballspieler
- Conceição Geremias (* 1956), Leichtathletin
- Sergio Luis Donizetti (* 1964), Fußballspieler
- Paulo Silas (* 1965), Fußballspieler und -trainer
- Antônio Benedito da Silva (* 1965), Fußballspieler
- Maurício Lima (* 1968), Volleyballspieler
- Eduardo Baptista (* 1972), Fußballtrainer
- Capone (* 1972), Fußballspieler
- Émerson (* 1973), Fußballspieler
- Chiquinho (* 1974), Fußballspieler
- Rogério Fidélis Régis (* 1976), Fußballspieler
- Guilherme Kumasaka (* 1978), Badmintonspieler
- Carlos Eduardo Soares (* 1979), Fußballspieler
- Luís Fabiano (* 1980), Fußballspieler
- Ricardo Mello (* 1980), Tennisspieler

### 1981–2000

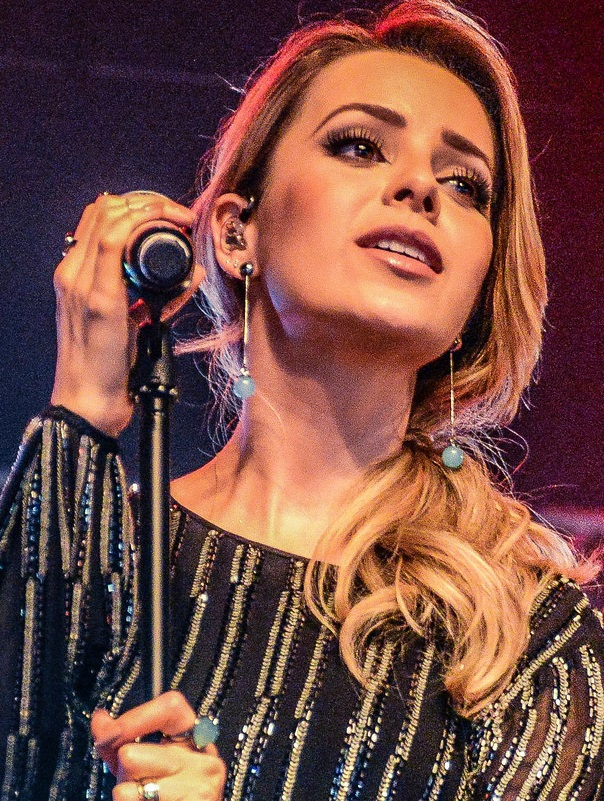
Sandy Leah Lima
(* 1983)

- Guilherme Raymundo do Prado (* 1981), Fußballspieler
- Márcio Miranda Freitas Rocha da Silva (* 1981), Fußballspieler
- Fabiana Murer (* 1981), Leichtathletin (Stabhochsprung)
- Gustavo (* 1982), Fußballspieler
- Ivan Saraiva de Souza (* 1982), Fußballspieler
- Paulo André (* 1983), Fußballspieler
- Lucas Araújo (* 1983), Badmintonspieler
- Sandy Leah Lima (* 1983), Popsängerin und Songwriterin
- Fábio da Silva (* 1983), Stabhochspringer
- César Ferreira Cattaruzzi (* 1984), Fußballspieler
- Lovefoxxx (* 1984), Sängerin der Band Cansei de Ser Sexy
- Fabiano de Lima Campos Maria (* 1985), Fußballspieler
- Ricardo Jesus da Silva (* 1985), Fußballspieler
- Amarildo de Jesus Santos (* 1986), Fußballspieler
- Danilo Silva (* 1986), Fußballspieler
- Daniel Dias (* 1988), Schwimmer
- Wanderley dos Santos Monteiro Júnior (* 1988), Fußballspieler
- Igor Rossi Branco (* 1989), Fußballspieler
- Gracie Carvalho (* 1990), Foto- und Laufstegmodell
- José Rodolfo Pires Ribeiro (* 1992), Fußballspieler
- Paula Cristina Gonçalves (* 1990), Tennisspieler
- Paulo Conrado (* 1991), Fußballspieler
- Robson dos Santos Fernandes (* 1991), Fußballspieler
- Gabriel Girotto Franco (* 1992), Fußballspieler
- Pablo Diogo Lopes de Lima (* 1992), Fußballspieler
- Fabinho (* 1993), Fußballspieler
- Gustavo Scarpa (* 1994), Fußballspieler
- Eduardo de Deus (* 1995), Hürdenläufer
- Jeferson de Araujo de Carvalho (* 1996), Fußballspieler
- Fê Palermo (* 1996), Fußballspielerin
- Thaís (* 1996), Fußballspielerin
- Ravanelli Ferreira dos Santos (* 1997), Fußballspieler
- Lucas Perri (* 1997), brasilianisch-italienischer Fußballtorwart
- Felipe Meligeni Alves (* 1998), Tennisspieler
- Carlos Augusto (* 1999), Fußballspieler
- Phelipe Megiolaro (* 1999), Fußballspieler

## 21. Jahrhundert

### Ab 2001
- Matheus Pucinelli de Almeida (* 2001), Tennisspieler